# John Leeds Kerr

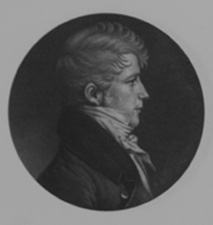
John Leeds Kerr

John Leeds Kerr (* 15. Januar 1780 bei Annapolis, Maryland; † 21. Februar 1844 in Easton, Maryland) war ein US-amerikanischer Politiker (Whig Party), der den Bundesstaat Maryland in beiden Kammern des Kongresses vertrat.

## Leben
Kerr graduierte 1899 am St. John’s College in Annapolis. Er studierte die Rechte, wurde 1801 in die Anwaltskammer aufgenommen und arbeitete als Jurist in Easton.
Von 1806 bis 1810 bekleidete er den Posten des stellvertretenden Staatsanwalts im Talbot County. Während des Britisch-Amerikanischen Krieges kommandierte er eine Kompanie der Miliz. Später vertrat er den Staat Maryland vor Gericht in Klagen gegen die Bundesregierung, die aus den Folgen des Krieges resultierten.

## Politische Laufbahn
Im Jahr 1824 wurde John Kerr erstmals ins US-Repräsentantenhaus gewählt. 1826 gelang ihm die Wiederwahl, zwei Jahre später jedoch nicht, sodass er am 3. März 1829 zunächst aus dem Kongress ausscheiden musste. Jedoch kehrte er am 4. März 1831 für zwei weitere Jahre ins Parlament zurück, in dem er unter anderem Vorsitzender des Territorialausschusses (Committee on Territories) war.
1840 gehörte Kerr für die Whigs dem Electoral College an, das William Henry Harrison zum US-Präsidenten wählte. Im selben Jahr gewann er die Wahl zum US-Senator als Nachfolger des verstorbenen John S. Spence. Er nahm sein Mandat vom 5. Januar 1841 bis zum 3. März 1843 wahr und fungierte während dieser Zeit unter anderem als Vorsitzender des Committee on Public Buildings.
Bereits ein Jahr nach dem Ende seiner Zeit im Senat verstarb John Leeds Kerr in Easton. Sein Sohn John wurde 1849 ebenfalls Abgeordneter im US-Repräsentantenhaus.